# 元景哲
元景哲（？—？），字景哲，河南郡洛阳县（今河南省洛阳市东）人，追尊魏景穆帝拓跋晃玄孙，北魏散骑常侍、车骑将军、左光祿大夫、左军都督、章武武庄王元融长子，北魏宗室、官员。

## 生平
元景哲在父亲元融死后承袭为章武王，以司徒祭酒为起家官，后历任尚书祠部郎中、通直散骑常侍、朱衣直阁、钾仗都将、征虏将军、肆州刺史、肆州都督、侍中、车骑将军、左光禄大夫、护军将军、兼领尝食兴御、兼太尉公、奉玺绂侍中、骠骑大将军、西道大行台仆射、殿中尚书、散骑常侍、开府仪同三司、护军将军、侍中、章武王。天平二年（535年），元景哲担任殿中尚书，裴伯茂在宫廷宴会时对元景哲冒犯无礼，元景哲于是申诉说：“裴伯茂舍弃官员的身份，与太监同行；用梨敲打桌案，弄脏了别人的官服；在皇宫禁庭，脱下衣服让别人拿着。”朝廷诏令将裴伯茂交给有关部门处理，后来竟然没有定罪。东魏高澄时期，元景哲的侄子元黄头因为犯法逃亡，元景哲以及章武王妃、章武王太妃等人都被叱责。都官郎中毕义云负责审查，将元景哲以及王妃、太妃等人有的奏明加以拘禁，有的未经奏明也加以拘禁。北齐接受禅让后，元景哲的爵位依例降低。

## 其他
天平年间，韦融怀疑自己的夫人司农卿赵郡李瑾之女和元景哲通奸，就刺死了夫人。韦融害怕逃不了死罪，自杀而死。

## 家庭

### 父母
- 元融，北魏散骑常侍、车骑将军、左光祿大夫、左军都督、章武武庄王
- 卢贵兰，曹魏司空卢毓九世孙女，北魏建将军、良乡子卢巘孙女，幽州主簿卢延集之女[1]

### 兄弟姐妹
- 元朗，北魏后废帝
- 元叔哲，东魏员外散骑侍郎、征虏将军、中散大夫[1]
- 元季哲，东魏秘书郎中、征虏将军、中散大夫[1]